# 客野直
客野 直（きゃくの なおき）は、競技麻雀のプロ雀士。
神奈川県出身。血液型B型。日本プロ麻雀連盟所属（2023年現在、同団体内での段位は六段）

## 獲得タイトル
- 第27期チャンピオンズリーグ優勝[1]

## 人物
好きなものはボウリング・音楽ゲーム・猫など。SNSでは麻雀より猫関連のものが多く、大半がかわいい猫の画像。